# 奎松省
- 若要查看菲律賓最大城-奎松市，請參見頁面「奎松市」

奎松省（英語：Quezon Province），是一個位於菲律賓呂宋島的省份。首府為盧塞納市。

根據地圖顯示方位，其位於呂宋島的中部，向北的位置為奧羅拉省；向西的位置為八打雁省；向東的位置為北甘馬粦省；向南的位置則是面對馬林杜克省。

## 簡介
- 隸屬地區：卡拉巴松
- 時區：GMT+8
- 使用語言：英語、他加祿語
- 人口：1,740,638人[1]
- 面積：8,926.01平方公里